# Ranunculus eschscholtzii
Ranunculus eschscholtzii Schltdl. – gatunek rośliny z rodziny jaskrowatych (Ranunculaceae Juss.). Występuje naturalnie w Ameryce Północnej – w zachodnich częściach Stanów Zjednoczonych oraz Kanady. 

## Rozmieszczenie geograficzne
W Stanach Zjednoczonych rośnie naturalnie w Kalifornii, północnej części Arizony, w Nevadzie, Utah, północnej części Nowego Meksyku, w Kolorado, Idaho, Wyoming, zachodniej części Montany, w stanie Waszyngton, w Oregonie oraz na Alasce. W Kanadzie występuje w zachodniej części Alberty, w Kolumbii Brytyjskiej oraz na terytoriach Północno-Zachodnim i Jukonu. 

## Morfologia

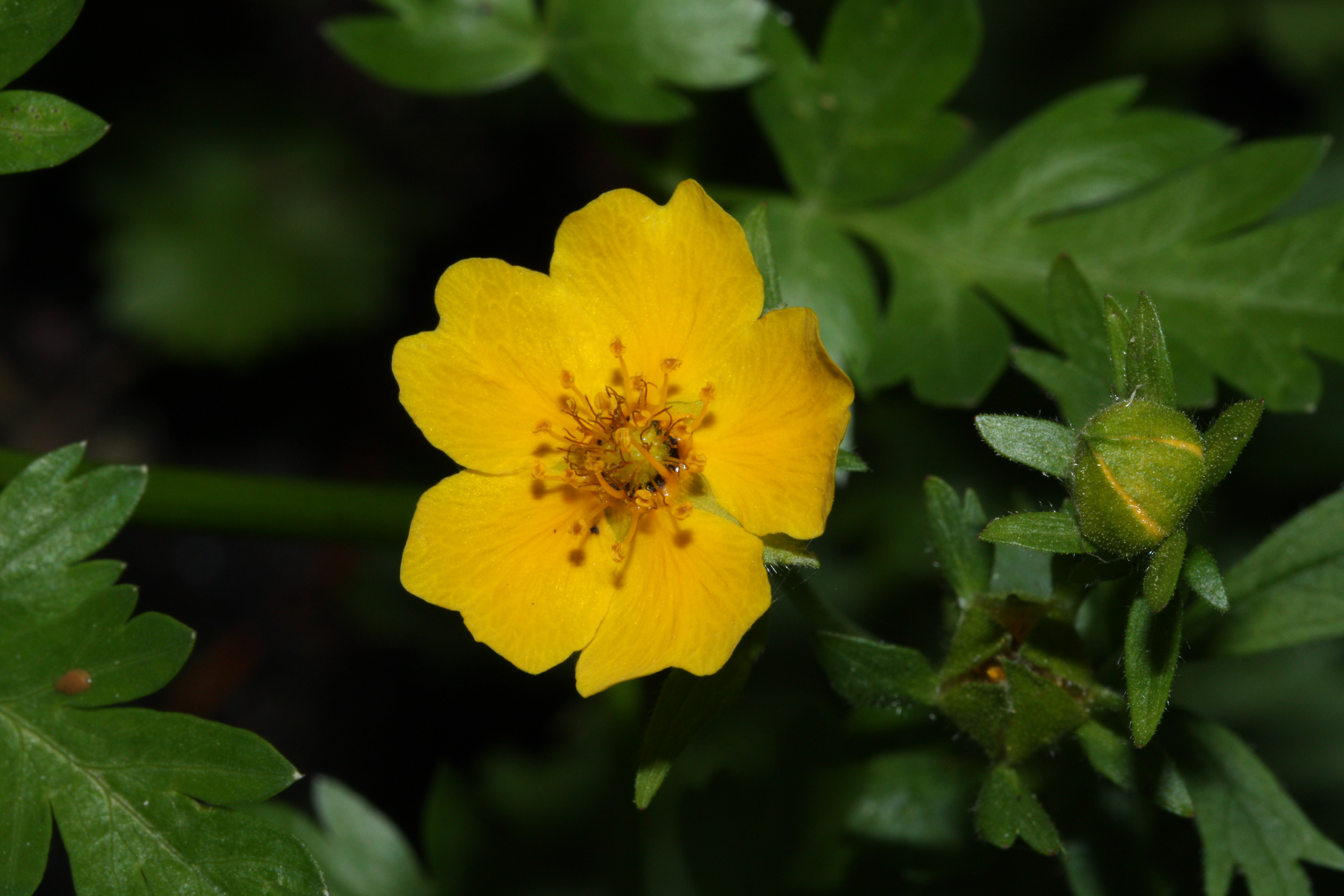
Kwiat

PokrójBylina o nagich pędach. Dorasta do 5–30 cm wysokości.
LiścieSą trójdzielne. Mają kształt od nerkowatego do owalnego lub sercowatego. Mierzą 0,5–4,5 cm długości oraz 1–4 cm szerokości. Nasada liścia ma ucięty lub sercowaty kształt. Ogonek liściowy jest nagi i ma 1,5–3,5 cm długości.
KwiatySą zebrane w parach. Pojawiają się na szczytach pędów. Są żółtego koloru. Dorastają do 6–9 mm średnicy. Mają 5 owalnych działek kielicha, które dorastają do 4–8 mm długości. Mają od 5 do 8 owalnych płatków o długości 6–16 mm.
OwoceNagie niełupki o jajowatym kształcie i długości 1–2 mm. Tworzą owoc zbiorowy – wieloniełupkę o jajowatym lub cylindrycznym kształcie i dorastającą do 4–7 mm długości.

## Biologia i ekologia
Rośnie na łąkach i trawiastych zboczach. Występuje na wysokości do 3600 m n.p.m. Kwitnie od czerwca do sierpnia.

## Zmienność
W obrębie tego gatunku wyróżniono cztery odmiany:
- Ranunculus eschscholtzii var. eximius (Greene) L.D. Benson
- Ranunculus eschscholtzii var. helleri (Rydb.) L.D. Benson
- Ranunculus eschscholtzii var. oxynotus (A. Gray) Jeps.
- Ranunculus eschscholtzii var. suksdorfii (A. Gray) L.D. Benson